# Gavin Williams (calciatore)
Gavin John Williams (Merthyr Tydfil, 20 luglio 1980) è un ex calciatore gallese, di ruolo centrocampista.

## Carriera

### Club
In carriera ha giocato complessivamente 115 partite nella seconda divisione inglese.

### Nazionale
Nel 2005 ha giocato 2 partite con la nazionale gallese, entrambe in incontri amichevoli.

## Palmarès

### Club

#### Competizioni regionali
- Southern Football League Division One South & West: 1

Merthyr Tydfil: 2014-2015